# Vranke
Vranke este o localitate din comuna Lukovica, Slovenia, cu o populație de 11 locuitori.